# Hình tượng bọ cạp trong văn hóa

Hiêu hiệu có hình bọ cạp

Trong nhiều nền văn hóa, con bọ cạp (với các tên gọi khác như hổ cáp, thiên yết, bò cạp, bù cạp) gắn liền với đời sống của con người. Con người sử dụng bọ cạp cả để làm thuốc, thực phẩm (ăn côn trùng) và như vật nuôi, và một cách tượng trưng, cho dù là nó là vị thần hay ác quỷ, bọ cạp cũng là biểu tượng để xua đuổi nguy hại với sức mạnh hiển nhiên của loài vật nhỏ bé nhưng đầy chết chóc. Chúng là biểu tượng văn hóa với hình tượng cung bọ cạp (hổ cáp) trong 12 cung hoàng đạo của phương Tây. Sự tôn trọng dành cho loài bọ cạp có lẽ được ghi nhận rõ nét ở nền văn minh Ai Cập cổ đại, nơi mà nữ thần bọ cạp Serket hiện diện và các Pharaoh thường mang danh hiệu là Vua Bọ cạp (Scopiron King).

## Ai Cập
Ở Ai Cập, con vật nguy hiểm và đầy chết chóc này tạo hình dạng cho một trong những chữ tượng hình cổ nhất và tên nó được đem đặt cho một trong những vị chúa tể thời trước các triều đại gọi là vua bọ cạp. Ở đỉnh một số quyền trượng của các Pharaong có hình con bọ cạp mang đầu nữ thần Isis. Bọ cạp cũng được tôn thờ như một vị thần, dưới dạng nữ thần Selket, một đấng nhân từ, bởi vì thần đã trao cho những người làm phép màu Selket, một hiệp hội cổ của những thầy phù thủy chữa bệnh, cái quyền năng của những biểu hiện ở cõi trần của thần. Ở đây hình xăm bọ cạp mang đầy đủ tính hai mặt tượng trưng của rắn.
Serket là nữ thần bọ cạp của Ai Cập cổ đại thường xuất hiện dưới dạng một người phụ nữ đội vương miện bò cạp trên đầu. Bà có thể bảo vệ con người khỏi rắn độc và bọ cạp, chữa lành các vết thương do chúng gây ra, nhưng cũng có thể sai khiến chúng trừng phạt những ai dám mạo phạm bà. Bà đã xua đuổi những loài rắn độc và bò cạp để bảo vệ 2 mẹ con nữ thần Isis khi họ đang lẩn trốn sự truy lùng của thần Set khi ở đầm lầy, Serqet đã trông chừng Horus và cho bảy con bò cạp của bà đi theo bảo vệ Isis. Bảy con bò cạp đó là: Petet, Tjetet, Matet, Mesetet, Mesetetef, Tefen và Befen, trong đó Tefen và Befen là hai con hung dữ nhất. Serket được xem là một nữ thần có tầm ảnh hưởng lớn, nên được các Pharaoh coi là người bảo vệ của họ, đặc biệt là Scorpion I và Scorpion II, người đã đặt tên theo bà. 

## Hy Lạp

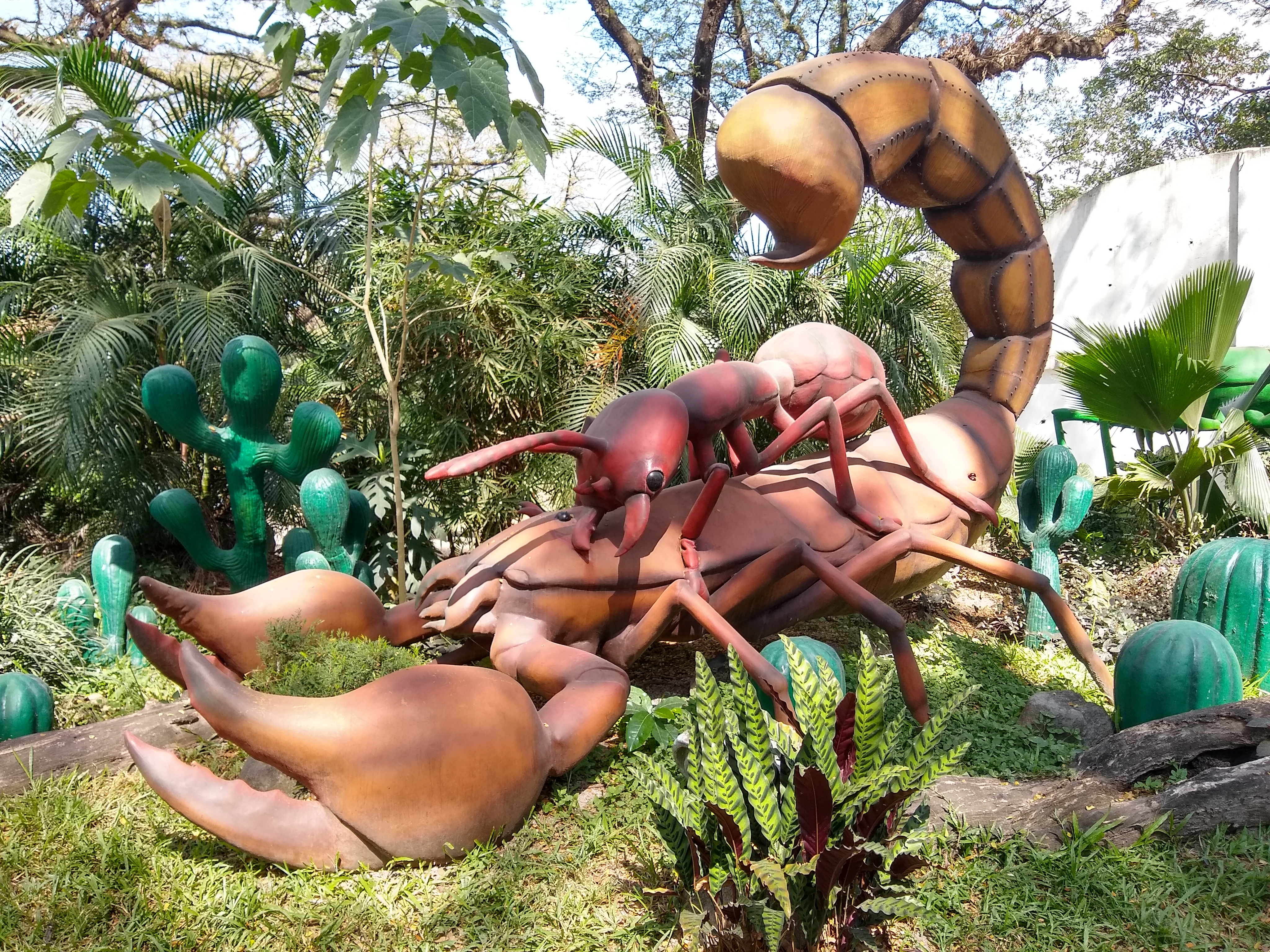
Tượng bọ cạp ở Philippines

Theo thần thoại Hy Lạp, Scorpio (bọ cạp) là chiến phẩm của nữ thần săn bắn Artemis. Nó là một sinh vật khổng lồ không phải người nhưng cũng chưa đạt đến mức thần thánh. Scorpio là con của thần biển cả Poseidon nhưng cũng bị xem là con của Gaia như đa số những gã khổng lồ khác. Nữ thần Artemis triệu tập Scorpio đến và giao cho nó nhiệm vụ tiêu diệt Orion. Nàng sai con bọ cạp khổng lồ Scorpio đến tấn công Orion, con bọ cạp đã bất ngờ từ dưới đất chui lên cắn vào chân Orion cho đến chết. Cả Orion và Bò Cạp đều được vinh danh cho tên những chòm sao, nhưng nằm ở vị trí đối nhau nên chúng không thể gặp nhau. Do đó, khi chòm Bò Cạp mọc thì chòm Orion lặn như thể vị thần khổng lồ của bầu trời này vẫn còn sợ con Bò Cạp, người ta nói rằng Orion luôn lẩn trốn bọ cạp vì con bọ cạp xuất hiện như một công cụ của sự trả thù chính nghĩa.
Tuy nhiên trong một số dị bản khác, thần Apollo mới là người cử bọ cạp đi giết Orion. Bọ cạp cũng xuất hiện trong một dị bản về câu chuyện của Phaethon, đứa con xấu số của thần Mặt Trời Helios. Phaethon đã nài Helios cho phép mình cưỡi cỗ xe ngựa mặt tựa đã hoảng sợ khi trông thấy một con bọ cạp thần khổng lồ hung hãn chặn trên đường đi và chúng đã kéo cỗ xe di chuyển khắp nơi trên bầu trời, không tuân theo sự điều khiển của Phaethon nữa. Cuối cùng, thần Zeus đã hất văng Phaethon ra khỏi cỗ xe bằng một tia sét để kết thúc sự hỗn loạn đó. Do dó, có cung chiêm tinh là hổ cáp hay Thiên Yết (hay còn gọi là Hổ Cáp, Thần Nông, Bọ Cạp, Thiên Hạt) là cung chiêm tinh thứ tám trong vòng Hoàng Đạo, những người có cung Mặt Trời đi qua vùng hoàng đạo trong khoảng thời gian từ ngày 24 tháng 10 đến ngày 22 tháng 11 hàng năm được gọi là Scorpio hoặc Scorpion.

## Nền văn hóa khác

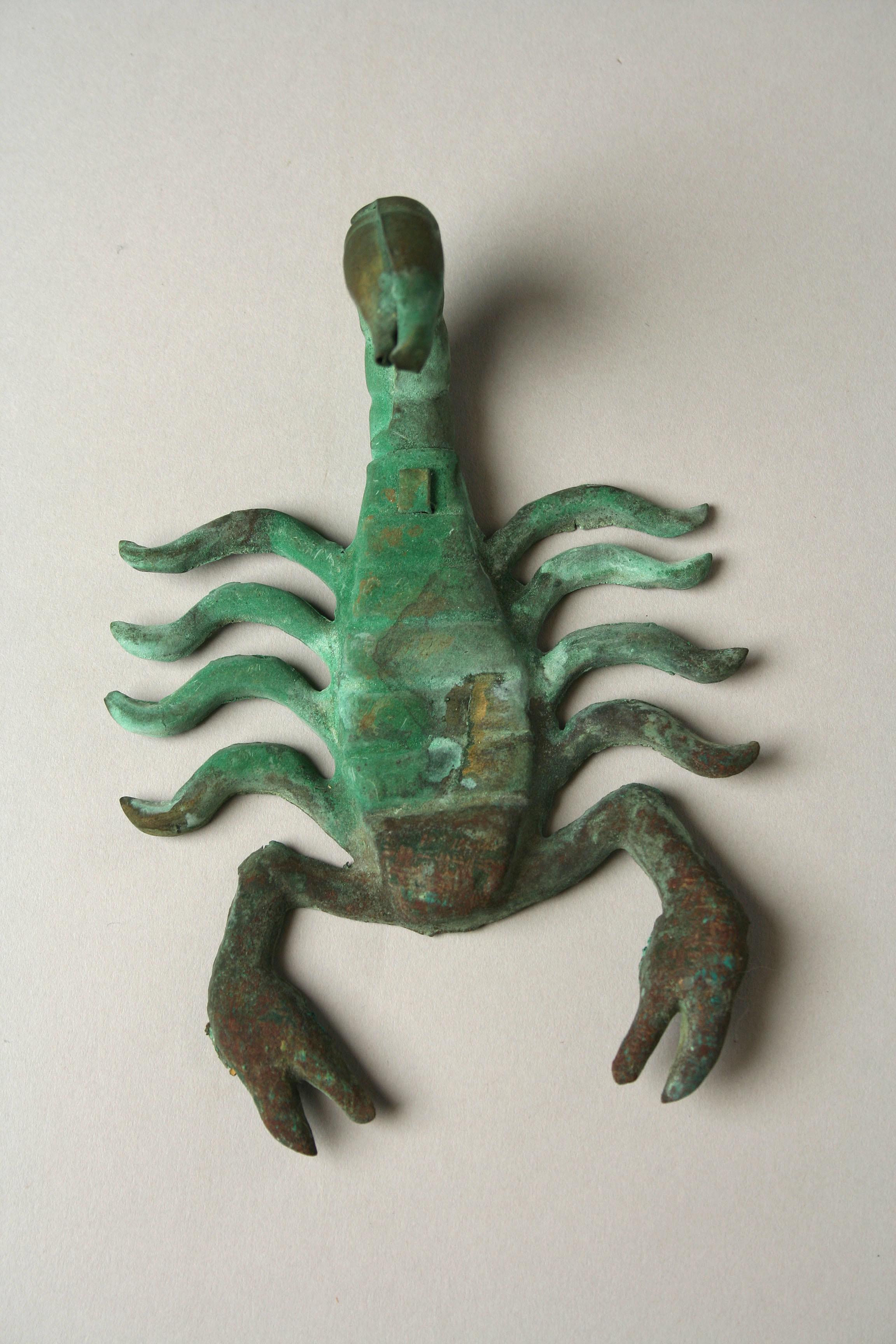
Tượng bọ cạp của người Maya

Nói chung, bò cạp vì có nọc độc nên là loài nguy hiểm đối với con người, đặc biệt khi bò cạp bò vào nhà xuất hiện trong nhà do đó, người xưa quan niệm rằng, bò cạp vào nhà là một điềm báo không tốt cho gia đình. Gia đình có thể gặp những tai nạn, vận xui sắp xảy đến. Bò cạp là một loài động vật mang nọc độc, có thể làm chết người. Khi nghĩ tới con bò cạp người ta thường có ý nghĩ sợ hãi, nếu nằm mơ thấy hình ảnh con bò cạp trong giấc mơ, điều này thường mang lại những điềm báo không được tốt lành. Hình ảnh con bò cạp xuất hiện trong giấc mơ có thể biểu thị những tiêu cực, lời phê bình, góp ý hoặc những lời lẽ không tốt.
Ở người Maya, bọ cạp là Thần của sự săn bắn, trong nghệ thuật chạm đá Maya, nó tượng trưng cho sự đền tội và sự trích máu. Ở người Dogon, bọ cạp cũng được gắn với thủ thuật mổ xẻ vì trên thực tế nó biểu thị âm vật bị cắt xẻo. Cái túi và ngòi nọc tượng trưng cho âm vật, nọc độc là nước và máu của nỗi đau đớn. Theo ý nghĩa đó, nó đại diện cho linh hồn thứ hai (linh hồn giống đực) của người phụ nữ. Nhưng mặt khác, con bọ cạp có tám chân là người bảo hộ những cặp sinh đôi, cũng có tám chi không ai chạm vào chúng mà không bị chúng châm chích. Hai nghĩa tượng trưng này của bọ cạp không trái ngược nhau mà bổ sung cho nhau vì sự ra đời của một cặp sinh đôi là một sự kiện lớn. Nó lặp lại sự sinh đẻ của người đàn bà đầu tiên và sự biến hoá âm vật của bà ta thành con bọ cạp (việc này được thực hiện, sau khi người phụ nữ đã sinh con).
Tại Ấn Độ, có một lễ hội đặc biệt mà người ta cho những con bọ cạp có độc này bò khắp cơ thể với tâm trạng cực kỳ vui vẻ và bình thản. Đây là hoạt động của lễ hội Naga Panchami thờ cúng nữ thần bọ cạp Kondammai của đạo Hindu có thờ một vị nữ thần bọ cạp mang tên Kondammai. Hằng năm, người dân đều tổ chức lễ hội Naga Panchami để thờ phụng nữ thần và một trong những nghi lễ được thực hiện đó chính là cho những con bọ cạp sống bò lên người. Người Ấn Độ tin rằng nữ thần bọ cạp Kondammai sẽ bảo vệ họ tránh bị bọ cạp cắn. Người ta sẽ mang đến các lễ vật như dầu, dừa, bọ cạp để dâng lên các đấng thần linh với mong muốn cầu mong được ban cho sức khỏe và phù hộ cho làm ăn thịnh vượng, nhiều tiền bạc.